# Movimiento Pro Reforma Universitaria de 1871
El Movimiento Pro Reforma Universitaria de 1871 o Movimiento 13 de Diciembre fue un movimiento juvenil conformado por una ola de protestas contra los profesores miembros de la mesa examinadora que reprobaron a un alumno de Derecho de la Universidad de Buenos Aires, luego que dicho estudiante decidiera quitarse la vida.
El suicidio del estudiante fue el detonante del movimiento, pionero en su clase, que acabaría en la Primera Reforma de la UBA.

## Historia

### Antecedentes
Tras el derrocamiento de Juan Manuel de Rosas, la decisión de Vicente López y Planes de restablecer el principio de gratuidad de la enseñanza, “como deber ser y como fue siempre” según palabras del propio presidente provisional, trajo consigo un aire de renovación a la Universidad.
En el Departamento de Jurisprudencia, denominada Facultad de Derecho a partir de 1874, que desde el principio estuvo basada en una concepción tanto técnica como de formación de líderes y nunca fue indiferente a los sucesos políticos argentinos predominaba el espíritu liberal, ajeno a cualquier control por parte del clero.
Roberto Sánchez era un buen estudiante considerado "de talento, sensato y discreto" de San Juan. También trabajaba en la secretaría de Gobierno, era secretario en la Sociedad Literaria de Estímulo y colaborador en el diario La Nación.

### Desarrollo
En un ambiente generalizado de malestar estudiantil a mediodía del 12 de diciembre de 1871, Roberto Sánchez se quitó la vida en su casa tras enterarse de su reprobación en el curso de Derecho romano y tras escribir tres cartas, dos de ella dirigidas a sus familiares y otra a sus compañeros de clase.
La reprobación de Roberto generó gran indignación en sus compañeros que calificaron de "injusta" la calificación de la mesa examinadora. Así, los estudiantes, desarrollaron al día siguiente de los actos fúnebres, a los que acudieron más de dos mil estudiantes y a los que se sumó gran parte de la sociedad bonaerense; diferentes protestas, sin connotaciones anticlericales ni pretensiones de ir más allá del ámbito universitario bonaerense.
En un número que rondaba entre los 200 y 500 estudiantes de los que algunos levantaron banderas reformistas en cuanto significara asignar nuevos roles a los órganos gubernamentales, proponer mejores caminos para buscar la verdad y cuestionar al poder establecido. Se reunieron en el patio de la Universidad desde donde marcharon a la Casa de gobierno para pedir la destitución de los tres profesores de la mesa y publicaron un manifiesto exigiendo el despido de los integrantes de dicho órgano además de una reforma en la manera de llevar a cabo las pruebas, puesto que estas carecían de parcialidad al calificar los exámenes, puesto que la mayor parte de los catedráticos dictaban clases en sus casas a precios altísimos. Quedó así constituido el Movimiento "13 de diciembre"
Este movimiento, liderado principalmente por estudiantes de Derecho, tuvo sus propios órganos de difusión y asambleas y aspiraba con lograr una verdadera reforma universitaria para mantener la independencia y autonomía de la Universidad.

### Consecuencias
A las protestas estudiantes se unieron algunos profesores liberales que de inmediato de inmediato se planearon el problema de la reforma universitaria.
La "Junta Revolucionaria Pro-Reforma universitaria" estuvo conformada por algunas personas que luego serían intelectuales, dirigentes del país y profesores y autoridades de la propia Universidad. Entre ellos se encontraban:Estanislao Zeballos, Lucio Vicente López, Pedro Narciso Arata o los hermanos Ramos Mejía,  José María y Francisco. Estos últimos fundaron junto a otras posteriores personalidades el diario "Trece de diciembre" que llevó a la creación de una campaña a la que se unieron los diarios La Libertad y La Nación.
Las protestas y la posterior campaña llevaron a la  obtención de las reformas que se pedían, introdujendose artículos específicos en la modificación de la Constitución de Buenos Aires (artículos. 33 y 207, ORTIZ, 2004, 19) y al “decreto orgánico” provincial de marzo de 1874 que crea a la Facultad de Derecho y Ciencias Sociales, entre otras unidades académicas.